# 윤영준 (배우)
윤영준(1974년 7월 31일 ~ )는 대한민국의 배우이다.

## 연기 활동

### 텔레비전 드라마
- 1982년 MBC 《호랑이 선생님》
- 1991년 KBS2 《맥랑시대》
- 1993년 SBS 《공룡선생》 ... 덕배 역
- 1994년 KBS2 《5월의 여행》
- 1994년 SBS 《사랑의 향기》 ... 현우 역
- 1995년 SBS 《이가사 크리스티》 ... 장재진 역
- 1995년 KBS2 《창공》
- 1996년 SBS 《8월의 신부》 ... 대한 역
- 1996년 MBC 《남자 셋 여자 셋》
- 1997년 SBS 《모델》
- 1999년 MBC 《안녕 내 사랑》 ... 문경철 역
- 2002년 MBC 《베스트극장 - 연인들의 점심식사》 ... 인성 역
- 2003년 MBC 《베스트극장 - 살인에 관한 고백》 ... 양춘호 역
- 2003년 SBS 《태양의 남쪽》 ... 창희 역
- 2004년 SBS 《파리의 연인》 ... 김승준 역
- 2004년 MBC 《베스트극장 - 그림자놀이》 ... 순식 역
- 2005년 KBS2 《드라마시티 - 주택개보수작업일지》
- 2005년 SBS 《프라하의 연인》 ... 서윤규 역
- 2006년 SBS 《내 사랑 못난이》 ... 김수혁 역
- 2006년 MBC 《MBC 베스트극장 - 미스김의 부메랑》 ... 박준석 역
- 2007년 KBS2 《드라마시티 - 인터널》 ... 김영호 역
- 2008년 KBS2 《대왕 세종》 ... 경녕군 이비 역
- 2008년 SBS 《며느리와 며느님》 ... 박민혁 역
- 2009년 KBS2 《솔약국집 아들들》 ... 박현우 역
- 2012년 MBC 《무신》 ... 김희제 역

### 영화
- 1987년 《화랑브이 삼총사》 ... 뚱보 역
- 1993년 《공포의 덩크슛》
- 2005년 《작업의 정석》 ... 노도철 역